# International Collegiate Programming Contest

ICPC Slogan: Think - Be Creative - Solve

International Collegiate Programming Contest, thường được viết tắt là ICPC, là cuộc thi lập trình quốc tế lâu đời và danh giá nhất dành cho sinh viên các trường đại học và cao đẳng trên toàn cầu. Đây là một cơ hội cho sinh viên các trường đại học và cao đẳng thể hiện và rèn luyện các kỹ năng giải quyết vấn đề và lập trình. Sau khi các trải qua các vòng chung kết khu vực, các đội tuyển xuất sắc nhất khắp các châu lục sẽ được chọn ra để tham dự vòng chung kết toàn cầu ICPC World Final, nhằm mục đích tìm ra đội tuyển vô địch thế giới. Từ 1977 đến 2017, cuộc thi mang tên ACM-ICPC dưới sự bảo trợ của ACM.

## Cách thức tham dự
- Mỗi đội bao gồm 3 sinh viên cùng một trường và thỏa mãn các điều kiện thí sinh dự thi trên trang chủ của ACM
- Có một giảng viên cùng trường làm huấn luyện viên cho đội và làm người đại diện của đội với ban tổ chức
- Đăng ký tại website của cuộc thi và được chấp thuận bởi giám đốc khu vực
- Hoàn tất lệ phí đăng ký dự thi
- Các đội đứng đầu khu vực phải có khả năng tham gia vào vòng chung kết toàn cầu
- Mỗi thí sinh không tham dự quá 4 vòng chung kết khu vực hoặc 2 vòng chung kết toàn cầu